# Hevea
Genre
Classification APG III (2009)
Répartition géographique
Synonymes
Selon WCSP (Kew) et GRIN (02 juin 2022) :
- Caoutchoua J.F.Gmel.
- Micrandra Benn. & R.Br. 1854, Nomen illegitimum 1844
- Siphonanthus Schreb. ex Baill.
- Siphonia D.Richard ex Schreb. 1791 (Rubiaceae)

Selon GBIF (02 juin 2022)
- Caoutchoua J.F.Gmel.
- Micrandra R.Br.
- Siphonanthus Schreb. ex Baill.
- Siphonia Rich.
- Siphonia Rich. ex Schreb., 1791

Hevea est un genre de plantes à fleurs dicotylédones de la famille des Euphorbiaceae, originaire d'Amazonie, et dont l'espèce type est Hevea guianensis Aubl..
Ce genre comprend environ une dizaine d'espèces d’arbres et arbustes, qui se caractérisent par la production de latex contenu dans des vaisseaux spécifiques appelées laticifères.
Seul le latex des trois espèces, H. brasiliensis, H. benthamania, H. guianensis, est utilisable pour produire du caoutchouc, mais en pratique seule la première, qui fournit un latex de meilleure qualité, fait l'objet d'une culture intensive, la seconde est utilisée sous forme d'hybrides apportant des gènes de résistance à la maladie sud-américaine des feuilles.
La plus connue, sous le nom d’hévéa est l’Hevea brasiliensis, largement cultivée dans toutes les régions tropicales et qui est la principale source de caoutchouc naturel.
La première espèce décrite scientifiquement (espèce type) fut Hevea guianensis découverte en Guyane par François Fresneau de La Gataudière, et décrite en 1775 dans son Histoire des plantes de la Guiane française rangées suivant la méthode sexuelle par le botaniste Fusée-Aublet, à qui on doit également le nom du genre.
Ce genre est originaire de la grande forêt amazonienne, Brésil, Bolivie, Colombie, Équateur, Pérou, Venezuela, Guyanes (Suriname, Guyana et Guyane).
Le terme « hevea » est la forme latinisé d’un mot emprunté au quechua, langue amérindienne parlée notamment en Équateur, au Pérou et en Bolivie.

## Description générale de l'hévéa

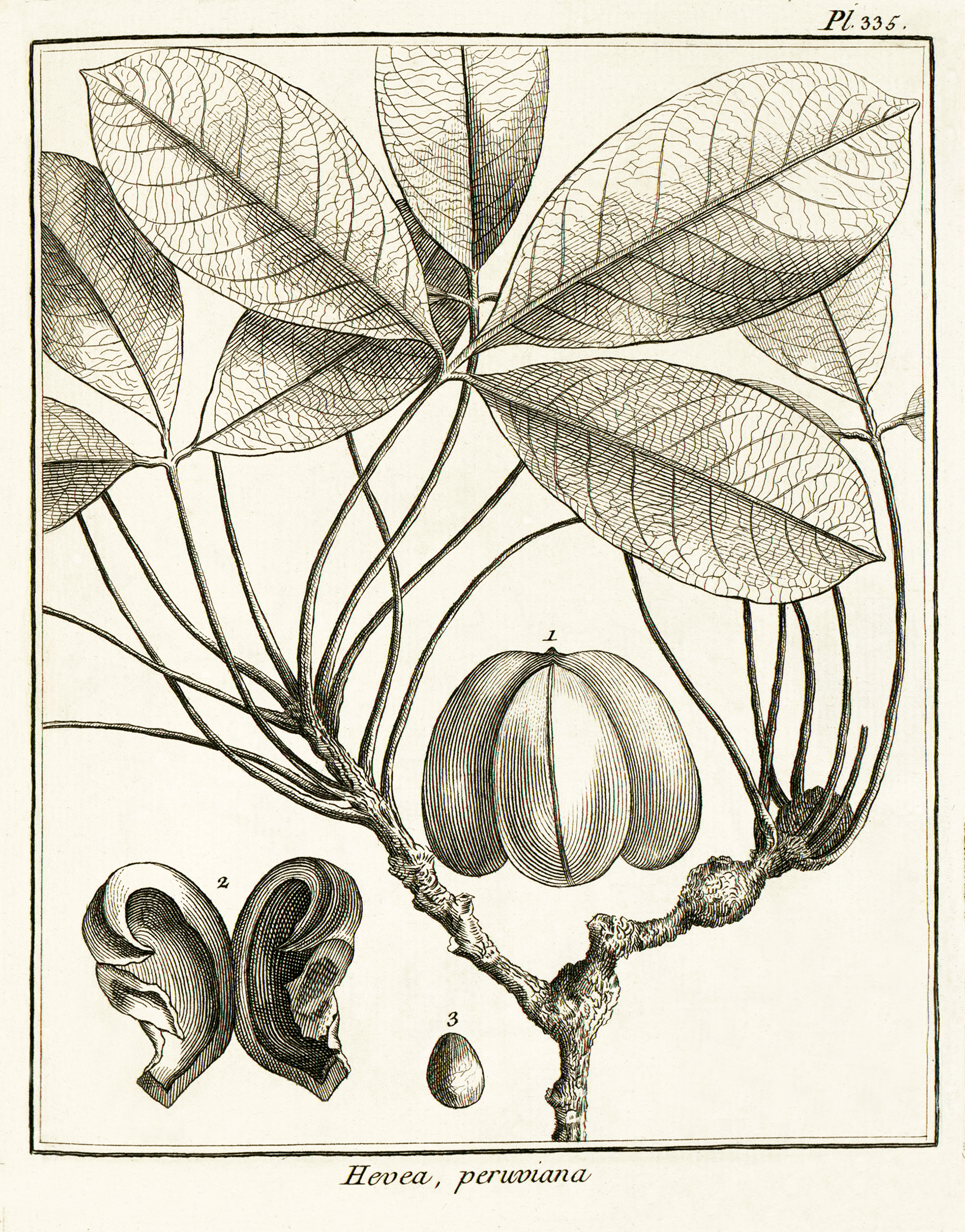
Hevea guianensis (espèce type du genre Hevea) par Aublet (1775)
Planche 335 : 1. Fruit formé de trois capſules qui ſont unies enſemble. - 2. Capſule oſſeuſe s ouverte avec élaſticité, en deux valves. - 3. Semence.

Dans son milieu naturel en Amazonie, l’Hevea brasiliensis est un arbre pouvant atteindre fréquemment plus de 30 m de hauteur pour une circonférence de 1 m. L’hévéa a une écorce vert grisâtre. Les feuilles sont composées de trois folioles disposées à l’extrémité d’un pétiole. L’hévéa perd ses feuilles et les renouvelle chaque année. Les feuilles se forment périodiquement, par étage à l’extrémité des unités de croissance. Les fleurs sont petites, jaune clair et rassemblées en grappes. Les fruits sont composés d’une capsule à trois loges contenant chacune une graine de 2 cm environ, ovales, de couleur brune décoré de taches blanchâtres.

## Le tissu laticifère
Le tissu laticifère se retrouve dans toutes les parties de l’arbre, des racines aux feuilles, en passant par l’écorce du tronc, siège de l’exploitation du latex chez l’hévéa. Les vaisseaux laticifères se développent en manchons concentriques dans le liber (écorce tendre) qui contient également les vaisseaux conducteurs de la sève élaborée, le phloème. Les vaisseaux laticifères s’anastomosent de façon à former un réseau continu à l’intérieur de chaque manchon. Les cellules qui composent les vaisseaux laticifères sont vivantes et possèdent tous les organites (noyau, mitochondries, plastes, etc.) nécessaires à leur fonctionnement.

## Le latex
Le latex récolté par saignée est le cytoplasme, c’est-à-dire le contenu liquide, des cellules laticifères. Il est composé d’une suspension de particules de caoutchouc, mais également d’organites comme les lutoïdes. En revanche, les noyaux et les mitochondries demeurent attachés aux parois des cellules, assurant ainsi le renouvellement du latex après récolte. Les particules de caoutchouc représentent 25 à 45 % du volume du latex et 90 % de la matière sèche.
Les hévéa produisent du latex pendant 25 ans ensuite les arbres sont coupés et incinéré pour laisser place à de nouveaux arbres. De plus en plus ce bois est utilisé pour la production de mobilier.

## Distribution
L'aire de répartition naturelle du genre Hevea occupe le bassin de l'Amazone et une partie des plateaux adjacents. Elle s'étend sur neuf pays : Bolivie, Brésil, Colombie, Équateur, Guyana, Guyane française, Pérou, Surinam, Venezuela. 
Toutes les espèces du genre se rencontrent au Brésil, sept en Colombie, cinq au Venezuela et quatre au Pérou. L'espèce la plus répandue est Hevea guianensis, dont l'aire de répartition correspond à celle du genre. Hevea brasiliensis est naturellement présente principalement au sud de l'Amazone, ne pénétrant au nord du fleuve que de façon limitée à l'ouest de Manaos. Cette espèce a cependant été répandue par la culture dans toutes les régions tropicales du monde entre les latitudes 25° nord et 25° sud. Hevea benthamiana, dont l'aire de répartition est plus limitée, ne se trouve qu'au nord de l'Amazone et à l'ouest de Manaos, principalement autour du Rio Negro. 

## Légende de Wickham
Le mythe se développa après 1910 dès que le caoutchouc de plantation supplanta celui du Brésil (caoutchouc sylvestre). Il fut largement amplifié par les romanciers américains qui l'ont dramatisé et enjolivé. Néanmoins, divers documents et enquêtes attestent que le transport des 74 000 graines vers l'Angleterre se sont faites en parfaite légalité et même avec l'aide des douanes brésiliennes.

## Liste des espèces
Selon World Checklist of Selected Plant Families (WCSP) (22 déc. 2010) :
- Hevea benthamiana Müll.Arg. (1865) ;
- Hevea brasiliensis (Willd. ex A.Juss.) Müll.Arg. (1865) ;
- Hevea camporum Ducke (1925) ;
- Hevea guianensis Aubl. (1775) ;
- Hevea microphylla Ule (1905) ;
- Hevea nitida Mart. ex Müll.Arg. (1874) ;
- Hevea pauciflora (Spruce ex Benth.) Müll.Arg. (1865) ;
- Hevea rigidifolia (Spruce ex Benth.) Müll.Arg. (1865) ;
- Hevea spruceana (Benth.) Müll.Arg. (1865).

Selon GBIF (02 juin 2022) :
- Hevea alchorneoides Allemão
- Hevea benthamiana Müll.Arg.
- Hevea brasiliensis (Willd. ex A.Juss.) Müll.Arg.
- Hevea camargoana Pires
- Hevea camporum Ducke
- Hevea gracilis Ducke
- Hevea guianensis Aubl.
  - Hevea guianensis var. guianensis Aubl.
  - Hevea guianensis var. lutea (Spruce ex Benth.) Ducke & R.E.Schult.
  - Hevea guianensis var. marginata (Ducke) Ducke
- Hevea hybr
- Hevea microphylla Ule
- Hevea nitida Mart. ex Müll.Arg.
  - Hevea nitida var. nitida Mart. ex Müll.Arg., 1874
  - Hevea nitida var. toxicodendroides (R.E.Schult. & Vinton) R.E.Schult.
- Hevea pauciflora (Spruce ex Benth.) Müll.Arg.
  - Hevea pauciflora subsp. pauciflora 
  - Hevea pauciflora subsp. typica Ducke, 1935
  - Hevea pauciflora var. coriacea Ducke
  - Hevea pauciflora var. pauciflora (Spruce ex Benth.) Müll.Arg.
  - Hevea pauciflora f. pauciflora 
  - Hevea pauciflora f. tipica Ducke, 1946
- Hevea rigidifolia (Spruce ex Benth.) Müll.Arg.
- Hevea spruceana (Benth.) Müll.Arg.

Selon Tropicos (02 juin 2022) (Attention liste brute contenant possiblement des synonymes) :
- Hevea alchorneoides Allemão
- Hevea andinensis Preusse-Sperber, 1916
- Hevea apiculata Spruce ex Baill., 1864
- Hevea benthamiana Müll. Arg., 1865
- Hevea brasiliensis (Willd. ex A. Juss.) Müll. Arg., 1865
- Hevea brasiliensis (Kunth) Müll. Arg.
- Hevea camargoana Pires, 1981
- Hevea camporum Ducke, 1925
- Hevea caucho Posada-Arauga, A., 1909
- Hevea collina Huber, 1909
- Hevea confusa Hemsl., 1898
- Hevea cuneata Huber, 1906
- Hevea discolor Spruce ex Pax, 1910
- Hevea discolor (Spruce ex Benth.) Müll. Arg., 1866
- Hevea duckei Huber, 1906
- Hevea elastica (L. f.) H. Karst., 1882
- Hevea foxii Huber, 1913
- Hevea glabrescens Huber, 1913
- Hevea gracilis Ducke, 1931
- Hevea granthamii Bartlett, 1927
- Hevea guianensis Aubl., 1775
- Hevea guyanensis Aubl.
- Hevea huberiana Ducke, 1929
- Hevea humilior Ducke, 1929
- Hevea janeirensis Müll. Arg., 1874
- Hevea kunthiana Huber, 1902
- Hevea lutea (Spruce ex Benth.) Müll. Arg., 1865
- Hevea marginata Ducke, 1929
- Hevea membranacea Müll. Arg., 1874
- Hevea microphylla Ule, 1905
- Hevea minor Hemsl., 1899
- Hevea nigra Ule, 1905
- Hevea nitida Mart. ex Müll. Arg., 1874
- Hevea paludosa Ule, 1905
- Hevea paraensis Baill., 1864
- Hevea pauciflora (Spruce ex Benth.) Müll. Arg., 1865
- Hevea peruviana Aubl., 1775
- Hevea peruviana Lechler ex Bentham, 1880
- Hevea randiana Huber, 1906
- Hevea randiana Huber, 1906
- Hevea rigidifolia (Spruce ex Benth.) Müll. Arg., 1865
- Hevea sieberi Warb., 1900
- Hevea similis Hemsl., 1899
- Hevea spruceana (Benth.) Müll. Arg., 1865
- Hevea viridis Huber, 1902

### Liens taxinomiques
- (en) Flora of China :  Hevea
- (en) Catalogue of Life : Hevea Aubl. (consulté le 6 avril 2023)
- (fr) Tela Botanica (France métro) : Hevea Aubl.
- (fr + en) ITIS : Hevea  Aublet
- (en) NCBI : Hevea (taxons inclus)
- (en) GRIN : genre Hevea  Aubl.  (+liste d'espèces contenant des synonymes)
- (en) UICN : taxon  Hevea  (consulté le 7 janvier 2023)
- (en) World Checklist of Selected Plant Families (WCSP) : Hevea Aubl.  (consulté le 20 mai 2022)
- (en) NCBI : Hevea (taxons inclus) (consulté le 20 mai 2022)
- (en) The Plant List : Hevea  (consulté le 20 mai 2022)
- (en) Tropicos : Hevea Aubl.  (+ liste sous-taxons) (consulté le 20 mai 2022)
- (en) BioLib : Hevea Aubl. (consulté le 20 mai 2022)
- (en) JSTOR Plants : Hevea Aubl.  (consulté le 12 mai 2022)
- (en) World Flora Online : Hevea  Aubl. (+descriptions) (consulté le 20 mai 2022)
- (en) IPNI : Hevea
- (fr + en) GBIF : Hevea Aubl.
- (fr + en) EOL : Hevea Aubl.
- (fr) INPN : Hevea Aubl., 1775 (TAXREF)

### Liens et documents
- « Innovons ensemble pour les agricultures de demain », sur CIRAD (consulté le 31 décembre 2023)
- International Rubber Research and Development Board (IRRDB). http://www.irrdb.com/default.asp
- International Rubber Study Group (IRSG). http://www.rubberstudy.com/
- Centre de Coopération Internationale en Recherche Agronomique pour le développement (Cirad). http://www.cirad.fr/
- Unités de Recherche Cirad : - Fonctionnement et pilotage des écosystèmes de plantations *http://www.cirad.fr/ur/ecosystemes_plantations - Performance des systèmes de culture des plantes pérennes
- http://www.cirad.fr/ur/systemes_de_perennes - Ingénierie des agropolymères et technologies émergentes (UMR Iate)
- Collet.M, « UMR Ingénierie des Agropolymères et Technologies Emergentes », sur inra.fr via Wikiwix (consulté le 31 décembre 2023)